# Германизация поляков в Пруссии

## Первые сто лет: 1772—1871
После разделов Речи Посполитой (1772, 1793 и 1795) у Пруссии оказалось огромное количество польскоговорящих подданных. Так, в 1871 из 24 млн жителей Пруссии 2,4 млн были поляками, то есть 10 %. По отношению к общему числу населения только что образованной Германской империи с её 41 млн это было 6 %.
Долгое время у государства с новыми подданными не возникало проблем: «национальный вопрос» в XVIII веке ещё не поднимался, и людям было без разницы, династия какой национальности ими управляет. Национальных государств ещё нигде практически не было, они являются продуктом XIX века. Границы государств проводились без учёта каких-либо «национальных» границ, страны состояли из различных пёстрых разнородных территорий.
После французской революции и особенно после наполеоновских войн повсеместно в Европе — где раньше, где позже — возникают «национальные движения», носителем которых была небольшая группа образованных людей, открытых новому духу времени (например, «карбонарии» в Италии). Так, в немецких государствах появляются люди, которые распространяют идеи, что Германию следует объединить. Такие идеи очень медленно и постепенно набирают силу. То же самое было и на территориях бывшей Речи Посполитой. «Национальное движение» ограничивалось кругом знати и вылилось в несколько восстаний:
- ноябрьское восстание 1830 г. (российская территория);
- заговор в Познани в 1846 г. (прусская территория);
- восстание в Кракове в 1846 г. («независимая» территория);
- январское восстание 1863 г. (российская территория).

Прусское правительство лишь реагировало на них, инициатива к действиям была в руках заговорщических групп поляков, находящихся в эмиграции. В 1860-х происходит отказ от заговорщической тактики, и во главу национального движения становится местное (католическое) польское духовенство. Это время, когда в немецких государствах набирает силу своя национальная идея, носителями которой были либералы, и прусским министр-президентом становится Бисмарк (1862). За год до этого произошло объединение Италии (Камилло Кавур, Виктор Эммануил II, Джузеппе Гарибальди).

## Образование Германской империи

Географическое распределение языковых групп в провинции Позен

В 1871 г произошло объединение Германии по национальному принципу. Немецкий национализм, столь долго сдерживаемый монархами, получил агрессивную и триумфальную окраску. Стало крайне популярным быть сторонником объединения, да и вообще быть не баварцем, пруссаком, саксонцем и т. д., как то было испокон веку раньше, а «немцем». На всех, кого не воодушевляли национальные чувства, стали смотреть с недоверием.
Самой большой группой, которая не приветствовала объединение, были поляки. До этого они были «польскоговорящими прусскими подданными». Ни у них, ни у кого с этим не возникало проблем: Пруссия состояла из очень различных земель и в ней говорили на многих языках. А кем стали поляки теперь в немецком национальном государстве? Понятие «прусский подданный» заменилось на более популярное «немец». Поляки могли отождествлять себя с ненациональной Пруссией, которая была долгое время врагом любых национальных идей, даже немецкой. Они вполне признавали своим правителем прусского короля, но немецкий национальный парламент как символ высшей власти не мог у них вызвать преданности. Они стали национальным меньшинством.
Таково было восприятие ситуации образованной частью поляков. Это был взгляд отнюдь не всего населения, большинство которого к «национальному вопросу» было в то время ещё безразлично.
После 1871 г. немцы, в свою очередь, тоже обращают внимание на поляков. До этого они были полностью поглощены своим национальным вопросом. После того как он был решён, внимание действующих лиц в политике перенеслось на поляков как самую большую группу, не вписывающуюся в новую картину государства. Бисмарк видел в них «врагов Империи», как он их назвал, их сепаратистские тенденции, от которых они уже отказались, но чего он не знал, представляли в его глазах опасность для молодого государства, особенно в случае возможной войны, которую постоянно и серьёзно принимали в расчёт. Либералы — ведущая в то время партия — были глубоко убеждены в превосходстве как немецкой культуры, так и немецкого образа жизни вообще над польским. Эти предрассудки имели длинную предысторию и ведут свои корни ещё во времена первого раздела Польши. Поэтому либералы, видящие себя двигателем прогресса, желали ассимилировать поляков, чтобы научить их «правильно» и рационально жить

## Германизация
Начатая Бисмарком при поддержке либералов германизация поляков, которая продолжалась до конца Первой Мировой и появления после неё польского государства, велась на нескольких уровнях: языковом, культурном, демографическом и экономическом. Начато было с германизации людей путём введения в школах немецкого как языка преподавания. Это сопровождалось законами, которые были направлены на пресечение «польской агитации». Именно эти меры повлекли за собой широкое распространение национальной идеи среди большинства поляков и сделали её по-настоящему массовой — именно то, чего боялся Бисмарк — и привели к борьбе национальностей. В 1866 г. начинается германизация земли путём государственной скупки больших земельных участков, дробления их и раздачи немецким колонистам. Эта плохо продуманная, но активно и в большом масштабе проводившаяся мера привела к непредвиденным побочным результатам, так что её цель — достижение численного и экономического перевеса немцев в польских районах — в конце концов не была достигнута. Принимая во внимание свои неудачи, правительство, которое находилось под влиянием агрессивно настроенных немецких националистов — «Пангерманский союз» и «Союз восточных земель» (Alldeutscher Verband, Ostmarkenverein) — прибегает к всё более жёстким мерам, так что во время правления канцлера Бюлова (Bernhard von Bülow, 1900—1909) доходит до принятия двух дискриминирующих законов (Ausnahmegesetze), которые вводили неравноправие по национальному признаку.
В целом можно сказать, что образование Германской империи привело к возникновению неизвестной до тех пор национальной проблемы и национальных меньшинств, и все меры, направленные на «решение» этой проблемы, повлекли за собой не её исчезновение, а наоборот, эскалацию.

## Антипольские меры
- 10.12.1871 — запрет во всей Империи использовать церковную кафедру для политических целей (Kanzelparagraph);
- 11.3.1872 — введение госнадзора за школой (Schulaufsichtsgesetz);
- 1873 — введение немецкого как языка обучения в народных школах;
- 1876 — немецкий объявлен языком госорганов в Пруссии;
- 1877 — немецкий объявлен языком судопроизводства в Империи;
- 22.2.1885 — указ об изгнании иммигрантов;
- 26.4.1886 — создание «Колонизационной комиссии» (Ansiedlungskommission);
- 15.7.1886 — закон об устройстве учителей (Lehreranstellungsgesetz);
- 7.9.1887 — польский больше не является предметом преподавания в провинции Позен;
- 16.3.1894 — запрет преподавания польского в частном порядке; условное разрешение преподавания польского в школах в средних и старших классах;
- 7.10.1896 — обсуждение положения с поляками на заседании Королевского совета (Kronratssitzung in Hubertusstock);
- 1897/8 — начало немецкого «культурного подъёма» восточных провинций (kulturelle Hebung);
- 1898 — создание особого фонда для «укрепления германства»;
- 16.7.1900 — введение немецкого на уроке религии в средних и старших классах в школах города Познань; из-за этого пропала возможность изучения польского в школе, предусмотренная в 1894 г.;
- март 1903 — дотации для прусских немецких госслужащих в восточных провинциях (Ostmarkenzulagen);
- 10.8.1904 — дискриминирующий закон о дроблении земельных участков (Parzellierungsgesetz);
- 20.3.1908 — дискриминирующий закон об экспроприации (Enteignungsgesetz);
- 19.4.1908 — запрет польского языка на общественных собраниях;
- май 1908 — дотации для имперских немецких госслужащих в восточных провинциях (почта и военные).

### Закон о церковной кафедре
Носителем польских национальных идей в 1860-х было духовенство. Чтобы пресечь их «польскую агитацию» — как тогда негативно говорили — государство прибегло в ходе «культурной борьбы» к двум мерам: запрету во всей Империи использовать церковную кафедру для политических целей (Kanzelparagraph, 10.12.1871) и передаче надзора за школой в Пруссии из рук церкви государству (11.3.1872).
Государство не могло запретить вообще распространять национальные идеи, поэтому оно взялось за определённые круги людей, которым оно могло это запретить не в общем, а внутриорганизационном порядке: сперва священникам, а затем госслужащим (включая учителей). Это отчётливо показывает, что государство всё ещё рассматривало священников по старой традиции как своих служащих, которыми можно распоряжаться, только делало оно это не путём указов, а под видом «культурной борьбы» — отделения государства от церкви.
Использование церковной кафедры для речей, которые «нарушают общественное спокойствие» (так в законе), предусматривало наказание до двух лет. Этим законом спустя 60 лет ещё будут пользоваться нацисты. Он был отменён лишь в 1953 году.

### Госнадзор за школами
Церковь издавна осуществляла надзор за школами. Ещё первые школьные регулятивы XVII века (см. статью «Образование в Пруссии») передавали его ей. Теоретически это право всегда было за государством, но поскольку госаппарат был маленьким, и ни чиновников, ни зарплаты им не хватало, то государство поручало надзор за школой церкви, которая занималась им безвозмездно.
В ходе борьбы с «польской агитацией» после 1871 г. правительство в Берлине увидело целесообразным перепоручить надзор за школой светским государственным чиновникам. Это нашло поддержку в парламенте у ведущей тогда партии либералов, которые были увлечены «культурной борьбой». Для них это была мировоззренчески важная мера в борьбе с церковью и «отсталым, тормозящим прогресс» католицизмом. При этом ни правительство, ни либералы не задумывались о самой школе и о принципах образования.
Новый закон был принят в марте 1872 г. Он подчеркнул возможность передачи надзора за школой светским чиновникам. Это вызвало огромную волну протеста. Однако закон применялся далеко не так широко, как того боялась церковь. Правительство во главе с Бисмарком, в отличие от либералов, вовсе ничего не имело против церковного надзора. Для него речь шла о политической лояльности новому государству. Поэтому закон был применён только в «проблемных» районах, то есть в польскоговорящих провинциях.

### Бегство с востока / остфлюхт
Во второй половине 1860-х произошли правовые изменения в сторону либерализации личных прав: введение свободы передвижения в Северогерманском союзе (1867) и отмена платы за перемену места жительства из одного прусского города в другой (также 1867). Это привело к демографическим изменениям: началась миграция из польких районов на запад, так называемое «бегство с востока» или «остфлюхт» (нем. Ostflucht). Эта миграция затронула не только польское население, но и немецкое. При этом было важным то, что на место уехавших поляков приходили новые (как за счёт естественного роста населения, так и за счёт переселенцев из австрийской и российской территорий), а на место немцев — нет, так что число последних относительно поляков в восточных провинциях Пруссии стало сокращаться: количество немцев в провинции Познань уменьшилось в 1871—1882 гг с 38,9 до 34,9 %, в то время как количество поляков даже возросло с 61,1 до 65,1 %.
Эти изменения не остались незамеченными. Националистически настроенные немецкие круги подняли шум об «опасности германству» и о «славянской / польской опасности», и Бисмарк увидел в этих изменениях необходимость государственного вмешательства в целях самообороны от полонизации. Некоторые исследователи считают, что для решения демографического кризиса следовало сгладить экономическое неравенство между Востоком и Западом Германии: «Никто не увидел истинных экономических и социальнах причин… Поэтому помощь стали искать не в общих экономических мерах, а в специальных государственных мерах против поляков».

### Изгнание иммигрантов
Современные историки видят связь между начавшимися демографическими изменениями и депортацией нелегальных иммигрантов из Пруссии, которая состоялось в 1885—1887 гг. Оно было проведено по инициативе Бисмарка, который узнал от министра внутренних дел, что в Пруссии уже долгое время живут около 30 тыс. поляков с русской территории, которые, однако, не получили гражданства. 22 февраля 1885 он ответил министру, чтобы тот приступил к их изгнанию. В июле это решение было распространено на поляков из австрийской Галиции, которые жили в Силезии. Эта акция длилась до конца 1887 г. и затронула 25 914 человек, среди которых было почти 9 тыс. евреев.